# 1 Rezerwowa Dywizja Piechoty (Cesarstwo Niemieckie)
1 Rezerwowa Dywizja Piechoty (niem. 1. Reserve-Division)  – związek taktyczny Armii Cesarstwa Niemieckiego. 
W sierpniu 1914 rozwinięto w Niemczech do etatów wojennych istniejące w okresie pokoju związki operacyjne (armie) i związki taktyczne. W tym też miesiącu z rekrutów, rezerwistów i ochotników znajdujących się  w korpuśnych ośrodkach szkoleniowych zorganizowano jednostki rezerwowe.

W składzie I Rezerwowego Korpusu Armijnego została rozwinięta między innymi 1 Rezerwowa Dywizja Piechoty. W I wojnie światowej dywizja walczyła na froncie wschodnim.

## Struktura organizacyjna
Skład w 1914:
- dowództwo dywizji
- 1 Rezerwowa Brygada Piechoty
  - 1 rezerwowy pułk piechoty
  - 3rezerwowy pułk piechoty
- 72 Rezerwowa Brygada Piechoty
  - 18 rezerwowy pułk piechoty
  - 59 rezerwowy pułk piechoty
  - 1 rezerwowy batalion strzelców
- 1 rezerwowy pułk ułanów